# Tegalrejo (Purwantoro)
Tegalrejo is een bestuurslaag in het regentschap Wonogiri van de provincie Midden-Java, Indonesië. Tegalrejo telt 3747 inwoners (volkstelling 2010).